# Metabelsche Gruppe
Im mathematischen Gebiet der Gruppentheorie sind metabelsche Gruppen eine Klasse von Gruppen, die sich in gewisser Weise als Produkt zweier abelscher Gruppen zerlegen lassen.

## Definition
Eine Gruppe {\displaystyle G} ist metabelsch, wenn alle Kommutatoren miteinander kommutieren, also wenn für alle {\displaystyle x,y,z,w\in G} die Gleichung
{\displaystyle (xyx^{-1}y^{-1})(zwz^{-1}w^{-1})=(zwz^{-1}w^{-1})(xyx^{-1}y^{-1})}
gilt. Mit anderen Worten, die Kommutatoruntergruppe {\displaystyle \left[G,G\right]} soll eine abelsche Gruppe sein.
Eine äquivalente Bedingung ist, dass es abelsche Gruppen {\displaystyle A,B} und eine exakte Sequenz
{\displaystyle 0\to A\to G\to B\to 0}
gibt. In der englischsprachigen Literatur werden metabelsche Gruppen deshalb auch als abelian-by-abelian groups bezeichnet.

## Beispiele
- Die Gruppe der 2-dimensionalen regulären oberen Dreiecksmatrizen {\displaystyle \left({\begin{array}{cc}*&*\\0&*\end{array}}\right)} ist metabelsch. Die Kommutatoruntergruppe ist in diesem Fall die abelsche Gruppe von Dreiecksmatrizen der Form {\displaystyle \left({\begin{array}{cc}1&*\\0&1\end{array}}\right)}, die Quotientengruppe {\displaystyle G/\left[G,G\right]} ist isomorph zur Gruppe der regulären Diagonalmatrizen.
- Die Gruppe der affinen Abbildungen {\displaystyle x\mapsto ax+b}, {\displaystyle a\neq 0} eines beliebigen Körpers ist metabelsch. Ihre Kommutatorgruppe ist die abelsche Gruppe der Translationen {\displaystyle x\mapsto x+b}, die Quotientengruppe {\displaystyle G/\left[G,G\right]} ist isomorph zur Gruppe der Homothetien {\displaystyle x\mapsto ax}.
- Die Gruppe der orientierungserhaltenden Isometrien der euklidischen Ebene ist metabelsch, ihre Kommutatorgruppe ist die abelsche Gruppe der Verschiebungen, die Quotientengruppe {\displaystyle G/\left[G,G\right]} ist isomorph zur Drehgruppe {\displaystyle SO(2)}.
- Abelsche Gruppen sind metabelsch.
- Eine nichtabelsche auflösbare Gruppe ist genau dann metabelsch, wenn sie eine Subnormalreihe der Länge {\displaystyle 2} hat.
- Die symmetrische Gruppe {\displaystyle S_{n}} ist genau dann metabelsch, wenn {\displaystyle n\leq 3} ist.
- Jede Diedergruppe {\displaystyle D_{n}} und die unendliche Diedergruppe {\displaystyle D_{\infty }} sind metabelsch.
- Der Holomorph einer zyklischen Gruppe ist metabelsch.
- Die Lamplighter-Gruppe ist metabelsch.
- Untergruppen, Quotientengruppen und direkte Produkte metabelscher Gruppen sind wieder metabelsch.